# Confrérie de la Esperanza Macarena
Pour les articles homonymes, voir La Macarena.
Cet article concerne la confrérie de Séville. Pour la confrérie de Jerez de los Caballeros, voir La Macarena (confrérie).

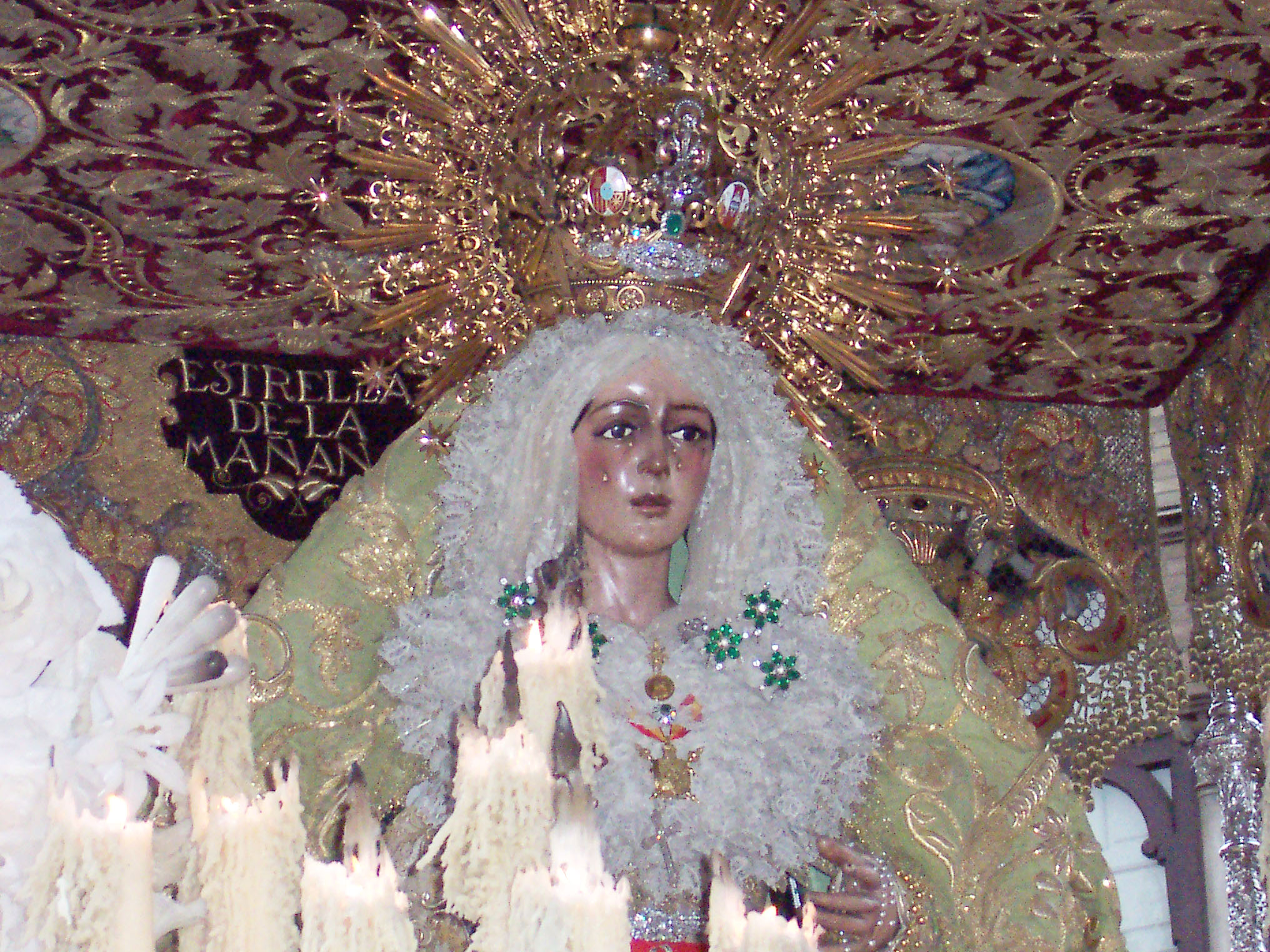
Esperanza Macarena de Séville.

La Confrérie de la Esperanza Macarena (en espagnol: Hermandad de la Esperanza Macarena) est une confrérie catholique de Séville (Andalousie) en Espagne, qui prend part à la Semaine Sainte. Son nom complet est Real, Ilustre y Fervorosa Hermandad y Cofradía de Nazarenos de Nuestra Señora del Santo Rosario, Nuestro Padre Jesús de la Sentencia y María Santísima de la Esperanza Macarena. Son siège est la Basilique de la Macarena, où on vénère les icônes de Nuestro Padre Jesús de la Sentencia et de María Santísima de la Esperanza Macarena.
Elle a été fondée au couvent de San Basilio (disparu depuis) en 1595 par des paysans et est en 2011, avec 12 000 membres, la plus grande conférie de la ville. Quarante confréries homonymes existent depuis, en Espagne et dans d'autres pays comme les Philippines et les États-Unis. 
Lors de la Semaine sainte, la conférie défile pour sa procession de pénitence durant la Madrugá, dans la nuit du jeudi au vendredi saints, considérée comme le point culminant de la Semaine sainte. La confrérie possède deux autels pour la procession : le Misterio, de Felipe Morales (1654), représente le moment où est lue au Christ la sentence qui le condamne, en présence de Ponce Pilate, et le Palio transporte la Virgen de la Esperanza Macarena, anonyme, du (XVIIe siècle). Les nazarenos (2 800 à 3 000 selon les années) sont vêtus d'une tunique et d'une cape blanches et d'une capirote et d'un cordon de ceinture violets pour les nazarenos du misterio, verts pour ceux du palio. En plus des nazarenos et des pénitents défilent des centurions romains. Ils défilent pendant 13 heures et 30 minutes, de 00:30 à 14:00.

Le trajet de pénitence de la confrérie de la Esperanza Macarena lors de la Semaine sainte
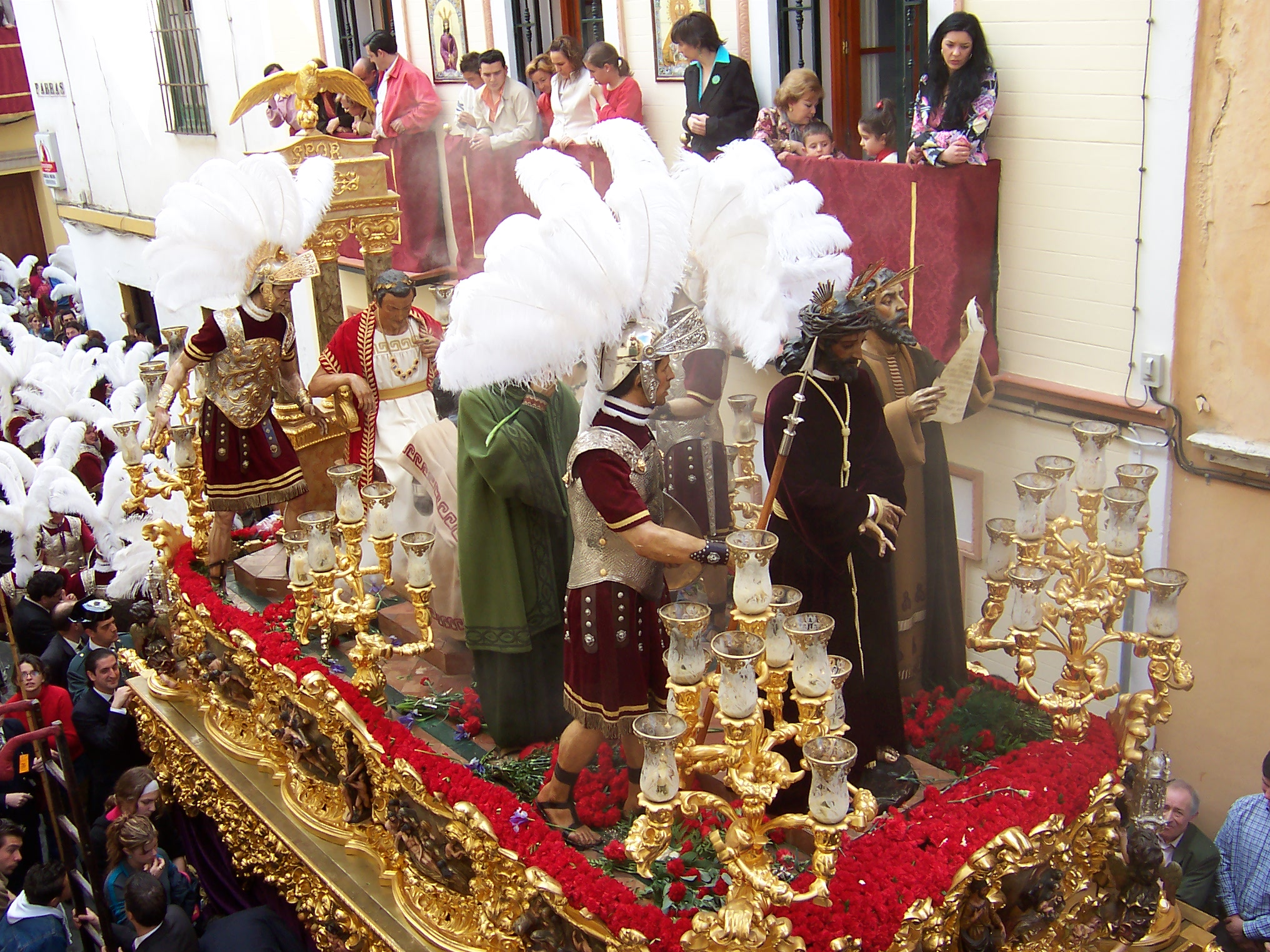
Le Misterio de la confrérie
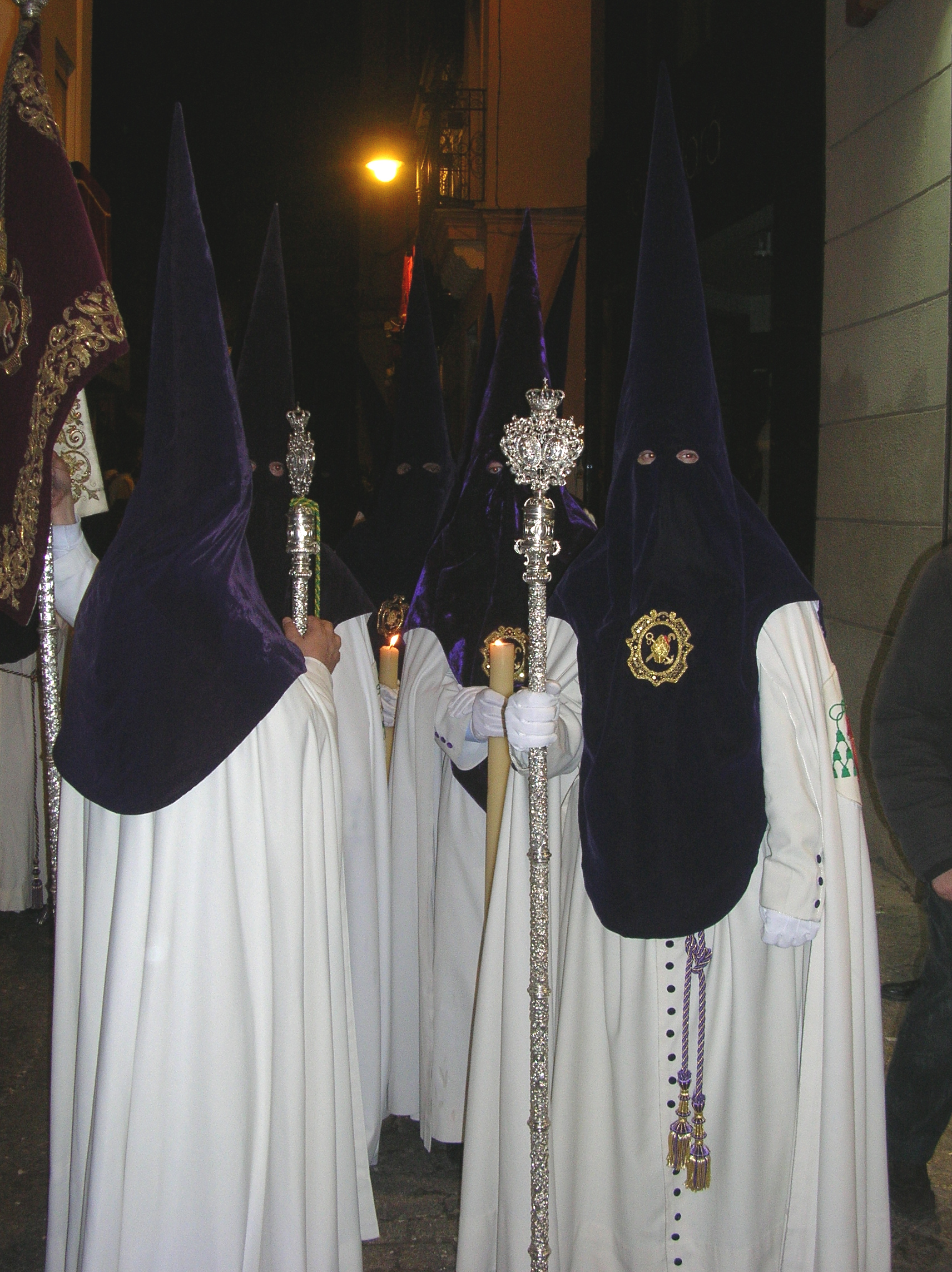
Des nazarenos de la confrérie de la Esperanza Macarena lors de la Semaine sainte